# Andaspis crawii
Andaspis crawii är en insektsart som först beskrevs av Cockerell 1896.  Andaspis crawii ingår i släktet Andaspis och familjen pansarsköldlöss. Inga underarter finns listade i Catalogue of Life.